# Kamboi Eagles FC
El Kamboi Eagles es un equipo de fútbol de Sierra Leona que juega en la Liga Premier de Sierra Leona, la liga de fútbol más importante del país.

## Historia
Fue fundado en la ciudad de Kenema y nunca ha sido campeón de la máxima categoría, aunque han sido campeones de copa en 2 ocasiones, sus únicos títulos importantes actualmente. Cuenta con una fuerte rivalidad con el Diamond Stars FC de la ciudad de Kono, la cual se intensificó cuando el Diamond ganó el título de liga en la temporada 2012; y también tiene una rivalidad de distrito con el Gem Stars FC.
A nivel internacional han participado en 3 torneos continentales, en los cuales nunca han superado la primera ronda.

## Palmarés
- Copa de Sierra Leona: 3

1962, 1985, 2014

## Participación en competiciones de la CAF
| Temporada | Torneo                            | Ronda      | Club                   | Casa  | Visita | Global |
| --------- | --------------------------------- | ---------- | ---------------------- | ----- | ------ | ------ |
| 1982      | Copa Africana de Clubes Campeones | 1          | Africa Sports National | 0-4   | 0-6    | 0-10   |
| 1986      | Recopa Africana                   | 1          | MP Oran                | w.o.1 | w.o.1  | w.o.1  |
| 1993      | Copa CAF                          | 1          | Stella Club d'Adjamé   | w.o.1 | w.o.1  | w.o.1  |
| 2015      | Copa Confederación de la CAF      | Preliminar | ASO Chlef              | 1-0   | 0-2    | 1-2    |

1- Kamboi Eagles abandonó el torneo.

## Jugadores

### Jugadores destacados
- Paul Kpaka